# The Disaster Area
The Disaster Area ist eine deutsche Metalcore-/Post-Hardcore-Band aus Osterhofen, Bayern.

## Geschichte
The Disaster Area wurde im Jahr 2012 in Osterhofen von Alexander Maidl, Franz Apfelbeck, Christopher Zillinger und Alexander Kisslinger gegründet. In späteren Jahren schloss sich Markus Zabel der Band an. Einige Jahre im Schülerbandkontext aus Coverband und Skaterrock gefangen, stellte sich um 2014 der gemeinsame Wunsch, mehr aus der Band zu machen, ein. Erste Songs im Stil der bandeigenen Lieblingsbands wurden 2016 unter dem Titel Sell Your Soul über Deafground Records und Noizgate Records veröffentlicht. Dieser Schritt führte zu einem Vertrag bei Redfield Records im Jahr 2018.

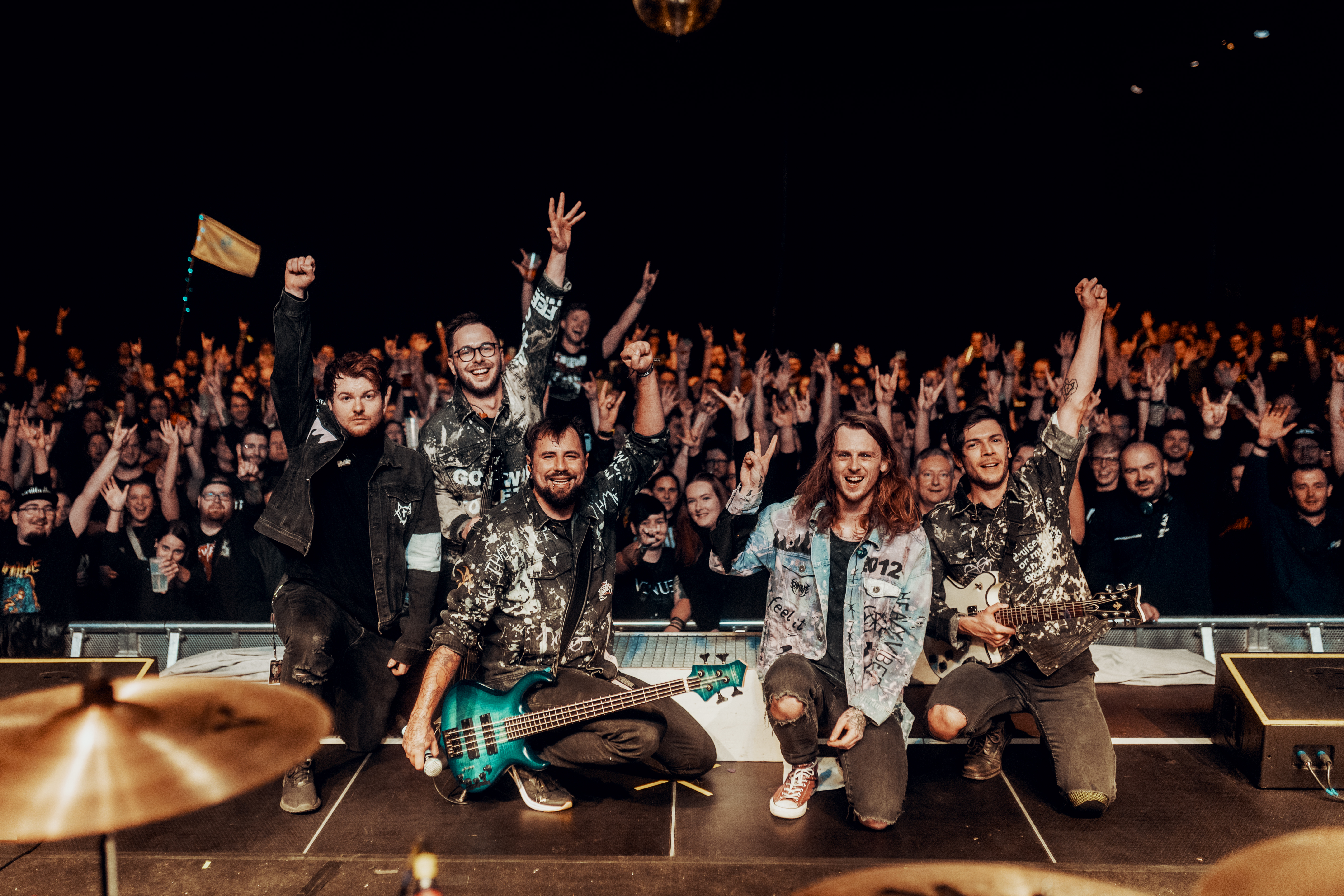
The Disaster Area live 2022

Am 23. November 2018 veröffentlichten The Disaster Area ihr Album Alpha//Omega. Ausverkaufte Pre-Order Boxen und ausverkaufte Headlinershows folgten der Veröffentlichung. Aus dem Album wurden mehrere Singles ausgekoppelt und mit Musikvideo veröffentlicht, beim Dreh der Videos erfolgte der Kontakt zu Markus Zabel, der als Videograph die Produktion übernahm und bald darauf auch festes Mitglied der Band wurde. Es folgten Shows auf verschiedenen Festivals (FajtFest, SummerCore Fest, Rockavaria uvm.) und einzelne Shows als Vorgruppe. 
Ende 2019 kam mit Glasshearts die erste neue Single nach Alpha// Omega. Im Dezember 2019 konnten The Disaster Area als Supportband von Electric Callboy auf ihrer Headlinertour zur Veröffentlichung von Rehab durch Europa begleiten und Shows vor mehreren tausend Zuschauern quer durch Europa spielen. Im Januar darauf begleiteten The Disaster Area zudem To the Rats and Wolves auf ihrer Abschiedstour mit ausverkauften Shows in ganz Deutschland.
Das Pandemiejahr 2020 stellte die Künstlerbranche weltweit vor neue und unbekannte Herausforderungen. Die Band nutzten die Zeit ohne Liveauftritte für die Veröffentlichung neuer Singles, die im April 2021 in Form von Glasshearts (Redfield Records) als Album veröffentlicht wurden. The Disaster Area konnten  sich erstmalig in den deutschen Albumcharts platzieren. Die Releaseshow fand im Sommer 2021 im Backstage München statt und war innerhalb kürzester Zeit ausverkauft. 
Nach dem Erfolg von "Glasshearts" folgten im Frühjahr 2022 die Veröffentlichungen neuer Songs: Gravity, We All Will Lose und zuletzt Ghost, eine Coverversion eines Liedes von Justin Bieber. 2022 endete für The Disaster Area mit Liveshows über den deutschsprachigen Raum verteilt in Begleitung der Emil Bulls auf ihrer „25 for Life Tour 2022“.
Das Folgejahr 2023 wurde durch den Release des Songs Martyr eingeleitet, der als gemeinsames Projekt mit Novelists FR geschrieben wurde und zugleich den letzten Song von Novelists mit ihrem nun ehemaligen Sänger Tobias Rische (ex-Alazka, ex-Novelists FR) darstellt.

## Stil
Die Musiker beschreiben ihre Musik als einen Mix aus Hardcore Punk, Metalcore und Pop. 

## Diskografie

### Alben
| Jahr | Titel Musiklabel                                    | Höchstplatzierung, Gesamtwochen, AuszeichnungChartsChartplatzierungen (Jahr, Titel, Musiklabel, Platzierungen, Wochen, Auszeichnungen, Anmerkungen) | Anmerkungen                             |
| Jahr | Titel Musiklabel                                    | DE | Anmerkungen                             |
| ---- | --------------------------------------------------- | --- | --------------------------------------- |
| 2016 | Sell Your Soul Deafground Records, Noizgate Records | — | Erstveröffentlichung: 11. November 2016 |
| 2018 | Alpha // Omega Redfield Records                     | — | Erstveröffentlichung: 23. November 2018 |
| 2021 | Glasshearts Redfield Records                        | DE80 (1 Wo.)DE | Erstveröffentlichung: 16. April 2021    |

### Singles
- 2018: Reborn (Alpha)
- 2018: 0800-111-0-111
- 2018: Deathwish
- 2018: Foxhunt
- 2018: Fade (Omega)
- 2019: The Serpent
- 2019: Glasshearts
- 2020: Exile
- 2020: Glasshearts (2020)
- 2020: Bruised & Broken
- 2020: Blackout
- 2021: Youth
- 2021: Happy Pills
- 2022: Gravity
- 2022: We All Will Lose
- 2022: Ghost
- 2023: Martyr

### EPs
- 2020: Bruised and Broken
- 2020: Blackout
- 2021: Youth

### Musikvideos
- 2018: Reborn [Alpha]
- 2018: 0800-111-0-111
- 2018: Deathwish
- 2018: Fade [Omega] feat. Christoph Wieczorek (Annisokay)
- 2019: Glasshearts
- 2020: Exile (Live)
- 2020: Glasshearts (2020)
- 2020: Bruised & Broken
- 2020: Blackout
- 2021: Youth
- 2021: Happy Pills
- 2022: Gravity
- 2022: We All Will Lose
- 2022: Ghost
- 2023: Martyr